# Reis curonians

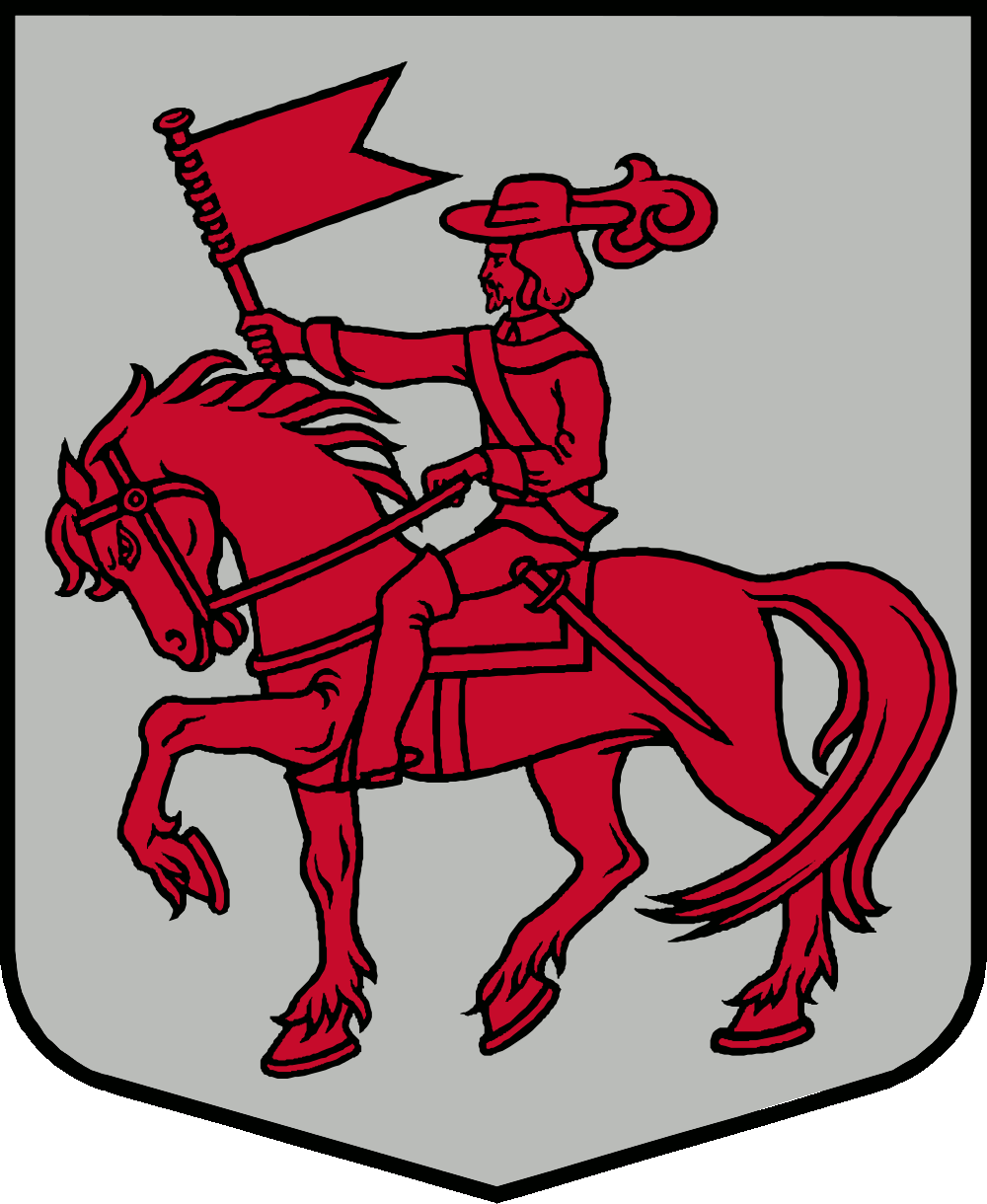
Escut d'armes de Lipakein d'acord amb el model històric del Reis curonians.

Els Reis curonians (en letó: kuršu ķoniņi; en alemany: Kurische Könige; en rus: Куршские короли) va ser un grup ètnic i social que vivien en set poblacions entre Goldingen (Kuldīga) i Hasenpoth (Aizpute) de Curlàndia.

## Història
Eren descendents dels curonians, la seva primera menció es va fer en un document de l'any 1320 i vivien en les poblacions de Ķoniņciems, Pliķu ciems, Kalējciems, Ziemeļciems, Viesalgciems, Sausgaļciems, i Dragūnciems -actualment el municipi de Kuldīga-. Els reis curonians pertanyien a les famílies (en letó modern): Tontegodu, Peniķu, Sirkantu, Šmēdiņu, Bartoltu, Dragūnu, Kalēju, Berghocu i Grinbergu.
Durant la conquesta per part de l'Orde Livonià, van conservar privilegis especials com el dret a la caça i l'exempció d'impostos. Tots ells eren pagesos i propietaris que posseïen finques independents -no pertanyien a cap senyor-, però no se'ls va permetre ser amos dels seus propis servidors. Tenien un sol comanador militar el Komtur de Kuldīga amb el que estaven relacionats amb ell en cas de guerra per al seu servei militar. Els reis curonians servien en general com una cavalleria lleugera de l'exèrcit de l'Orde Livonià. Hi ha fonts que esmenten els reis curonians com a lluitadors a la Guerra de Livònia contra la invasió dels russos, entre elles està la crònica de Johann Renner (1525-1583).
Amb la fundació del Ducat de Curlàndia i Semigàlia van perdre alguns dels seus privilegis, però encara hi eren com una classe especial. No van ser reconeguts com a terratinents però van mantenir una posició intermèdia entre terratinents i pagesos. Se sap que al segle xvii els reis curonians tenien el seu propi escut d'armes.
El 1854 van perdre la major part dels seus privilegis, però al cens de 1863 encara es tenien com una identitat separada, amb un total de 405 membres. Mentre que la tribu dels curonians havia estat assimilada pels letons, els reis curonians conservaven una identitat pròpia al no haver-se intercanviat pel mig del matrimoni amb altres grups ètnics. Això va succeir a partir de la dècada de 1920.
Totes les famílies abans esmentades encara es poden trobar a Letònia. Algunes d'elles poden rastrejar els seus orígens fins al segle xiv.